# Brug 1121
Brug 1121 is een bouwkundig kunstwerk in Amsterdam-Zuidoost.
De brug uit 1972 is gelegen op het binnenterrein van Geldershoofd en Gravestein. Deze flats, voor 1984 Gliphoeve geheten, omsluiten een binnenterrein met een parkje als ook parkeerplaatsen. Brug 1121 geeft als onderdeel van een dienweg voor gemotoriseerd verkeer toegang tot die parkeerplaatsen (bestemmingsverkeer), maar is ook geschikt voor fietsers en bromfietsers etc. De brug is gelegen over een gracht die onder Gravestein doorloopt. Ze was alleen voor gemotoriseerd verkeer, voetgangers konden gebruik maken van de galerijen in de flat. Toen die galerijen bij een nieuwe renovatie werden afgesloten, moest er voor voetgangers een nieuwe brug aangelegd worden.
Brug 1121 vormt een setje met brug 1119 aan de andere zijde van de flat Gravestein. Ten tijde van de aanleg rond 1972 lagen de genummerde bruggen keurig op een rij (de wijk werd in de moderne tijd aangelegd). Bij de bouw van bijvoorbeeld Florijn is eenzelfde constructie toegepast met bruggen 1107 tot 1109. Hier bij Gravestein werd geopteerd voor twee in plaats van drie bruggen. In dat kader is het opvallend dat brug 1120, alweer gesloopt, elders lag; ten westen van Gulden Kruis.
Brug 1121 is ontworpen door Dirk Sterenberg van de Dienst der Publieke Werken in een hele serie gelijke ontwerpen. Kenmerken zijn holle en iele leuningen en gaten in de borstweringen. De brug steunt op een betonnen paalfundering en bestaat uit betonnen liggers.

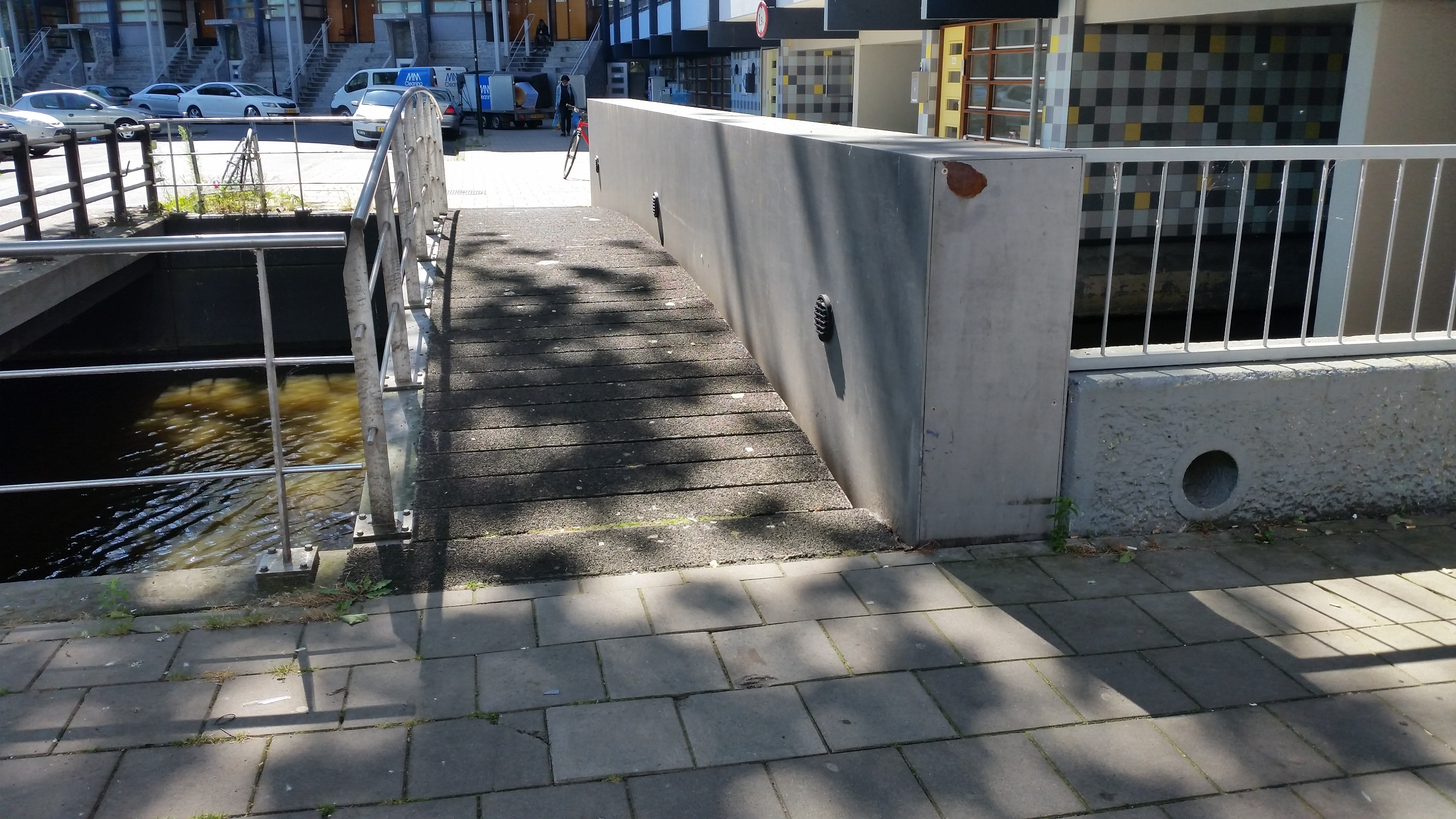
Voetbrug nabij brug 1121 (augustus 2020)

<<< · 1100 · 1101 · 1107 · 1008 · 1009 · 1110 · 1111 · 1119 · 1121 · 1122 · 1123 · 1124 · 1125 · 1126 · 1127 · 1128 · 1129 · 1130 · 1131 · 1132 · 1133 · 1134 · 1135 · 1139 · 1140 · 1141 · 1142 · 1143 · 1144 · 1145 · 1146 · 1148 · 1149 · 1150 · 1151 · 1152 · 1153 · 1154 · 1155 · 1156 · 1157 · 1159 · 1162 · 1163 · 1164 · 1165 · 1167 · 1170 · 1171 · 1172 · 1173 · 1174 · 1175 · 1176 · 1177 · 1179 · 1180 · 1181 · 1182 · 1183 · 1184 · 1186 · 1187 · 1188 · 1189 · 1190 · 1191 · 1192 · 1193 · 1194 · 1195 · 1196 · 1197 · 1198 · 1199 · >>>
Brugnummers 1102-1106 (gesloopt), 1112-1118 (gesloopt), 1120, 1136-1138, 1145, 1147, 1158 (onbekend), 1160, 1161, 1166, 1168, 1169, 1178 en 1185 (voetbrug Bijlmerweide bouw 1970, sloop 2015) zijn niet (meer) vergeven.